# ABX Air
ABX Air ist eine US-amerikanische Frachtfluggesellschaft mit Sitz in Clinton County bei Wilmington in Ohio und Heimatbasis auf dem dortigen Airborne Airpark.

## Geschichte
Das Unternehmen startete am 17. April 1980 zu seinem ersten Flug, damals noch im Rahmen der Vorgängergesellschaft Airborne Express. Zur Muttergesellschaft der ABX Air, der Air Transport Services Group, gehören auch die Frachtfluggesellschaften Air Transport International und Capital Cargo International Airlines. März 2003 kaufte DHL die Airborne Express, was zur Teilung dieser führte: Die Airborne Express Ground Operations, welche in DHL eingegliedert wurde, sowie die nun selbstständige ABX Air, deren Flotte damals aus einigen Douglas DC-8 sowie Boeing 767-200 bestand. Bis 2008 wurden alle DC-8 ausgemustert und durch Boeing 767 ersetzt.

## Flugziele
ABX Air betreibt Linienfrachtflüge sowie auch Ad-hoc-Charter und ACMI-Fracht-Services innerhalb der USA, Kanada und Puerto Rico. Zudem werden die Frachtflugzeuge auch an andere Unternehmen und Fluggesellschaften verleast, ein großer Kunde ist beispielsweise DHL. So verbindet ABX Air im Auftrag von DHL Express seit Juli 2020 mehrmals wöchentlich die Standorte Chicago, East Midlands und Köln/Bonn.

## Flotte

### Aktuelle Flotte
Mit Stand Juli 2024 besteht die Flotte der ABX Air aus 30 Flugzeugen mit einem Durchschnittsalter von 34,6 Jahren:
| Flugzeugtyp          | Anzahl | bestellt | Anmerkungen                                    | Durchschnittsalter |
| -------------------- | ------ | -------- | ---------------------------------------------- | ------------------ |
| Boeing 767-200BDSF   | 12     |          | zwei inaktiv; drei für DHL betrieben           | 40,8 Jahre         |
| Boeing 767-300ERBDSF | 18     |          | zehn für DHL und zwei für Amazon Air betrieben | 30,5 Jahre         |
| gesamt               | 30     | –        |                                                | 34,6 Jahre         |

### Ehemalige Flugzeugtypen
In der Vergangenheit setzte ABX Air bereits folgende Flugzeugtypen ein:
- Douglas DC-8-60/70
- McDonnel Douglas DC-9-10/-30/-40

### Aktuelle Sonderbemalungen
| Bemalung               | Flugzeugtyp        | Luftfahrzeugkennzeichen | Zeitraum            | Bild |
| ---------------------- | ------------------ | ----------------------- | ------------------- | --- |
| Airborne Express Retro | Boeing 767-200BDSF | N768AX                  | seit September 2020 | Bild gesucht Die Wikipedia wünscht sich an dieser Stelle ein Bild. Falls du dabei helfen möchtest, erklärt die Anleitung , wie das geht. |